# 松尾三郎 (工学者)
松尾 三郎（まつお さぶろう、1913年（大正2年）11月19日 - 1998年（平成10年）9月1日）は、日本の工学者・実業家・学校経営者。工学博士（京都大学）。電子開発学園初代理事長。兵庫県出身。

## 略歴
- 1938年京都帝国大学工学部卒業。同年、逓信省入省。その後電電公社に出向
- 電電公社電気通信研究所無線課長
- 1954年（昭和29年）ニッポン放送入社し、同取締役。日本技術開発代表取締役専務。日本ビジネスオートメーション代表取締役副社長などを歴任
- 1957年（昭和32年）武蔵工業大学（現：東京都市大学）工学部教授
- 1964年（昭和39年）武蔵工業大学を退職し、北海道ビジネスオートメーションを設立し同代表取締役社長
- 1965年（昭和40年）日本電子開発を設立し同代表取締役社長
- 1968年（昭和43年）電子開発学園を設立し同初代理事長
- 1989年（平成元年）北海道情報大学を設立

郵政省電波技術審議会委員やソフトウェア産業振興協会副会長も務めた。

## 主著
- 『情報社会と人づくり ― 情報リテラシーへの提言』（電子開発学園出版局（エスシーシー） 1989年初版、1991年改訂）
- 『アルゴリズムとデータ構造 情報処理基礎講座』（電子開発学園出版局（エスシーシー） 2000年）

## 駐
1. ↑  『北海道人物・人材リスト 2004 な－わ』（日外アソシエーツ編集・発行、2003年）ｐ１９２７
2. ↑  以上につき北海道情報大学学内報 ななかまど 特別号 1998年10月20日

| スタブアイコン | サブスタブ | この項目は、まだ閲覧者の調べものの参照としては役立たない、人物に関連した書きかけの項目です。この項目を加筆・訂正などしてくださる協力者を求めています（P:人物伝/PJ:人物伝）。 |